# Будинок на вулиці Саксаганського, 107
Будинок на вулиці Саксаганського 107 — історичний будинок у центрі Києва.

## Розміщення
Розміщений на розі вулиць Саксаганського і Л. Толстого на червоній лінії забудови. Разом з будинком на вулиці Саксаганського 84/86 утворює композицію з своєрідних пропілеїв на шляху від вокзалу до центра міста.

## Опис
П'ятиповерховий Г-подібний зі зрізаним наріжжям. Перекриття пласкі, покриття бляшане. Над наріжжям є атик і банька. Оздоблений у цегляному стилі. Має зубчасті карнизи та ренесансно-барокові елементи: аркові вікна на п'ятому поверсі, ліплений декор.
Має маскарони з гірляндами у верхній частині лопаток. У розкріповках є левові маски. Балкони мали ажурні грати, які втрачені після останнього ремонту.

## Галерея

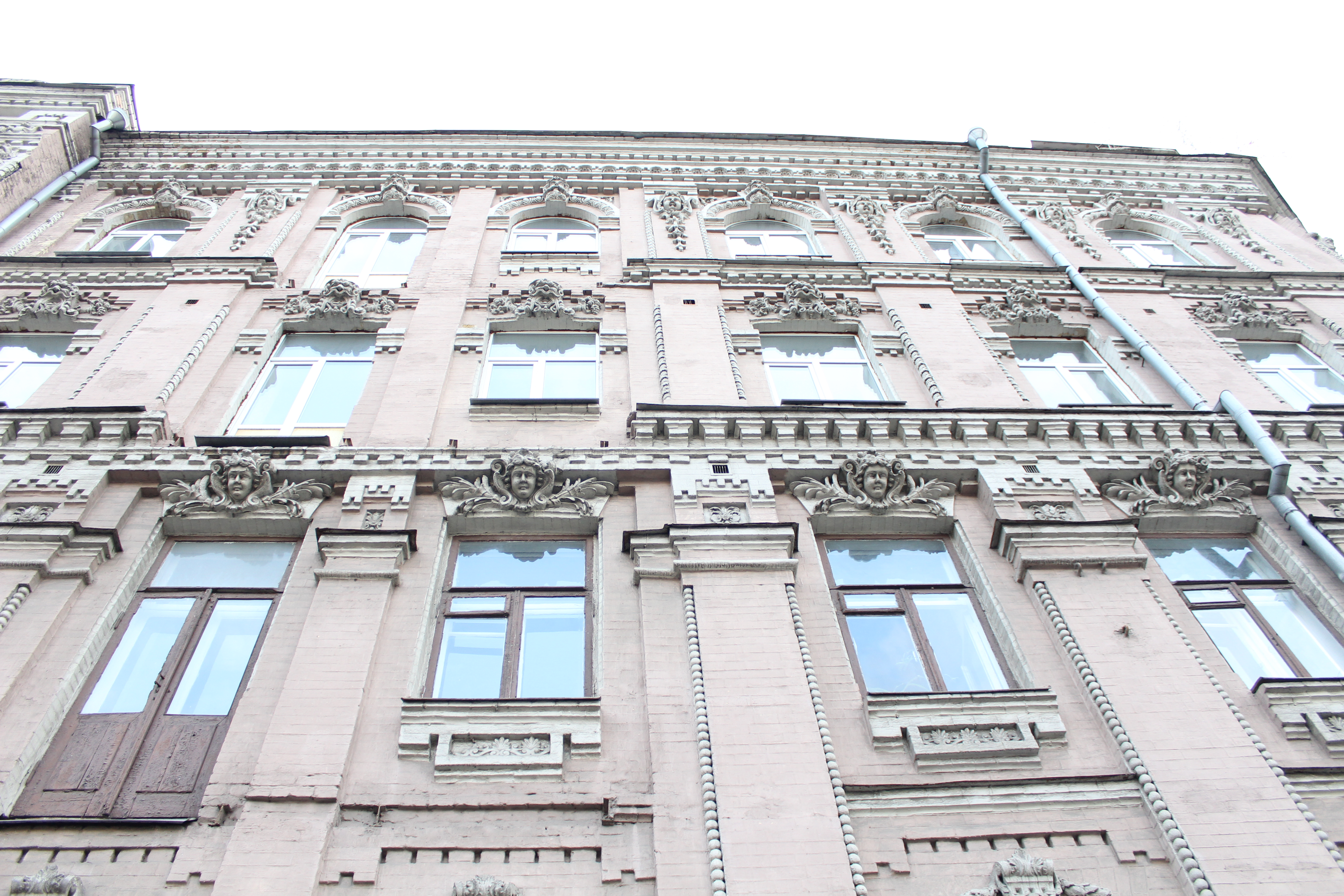
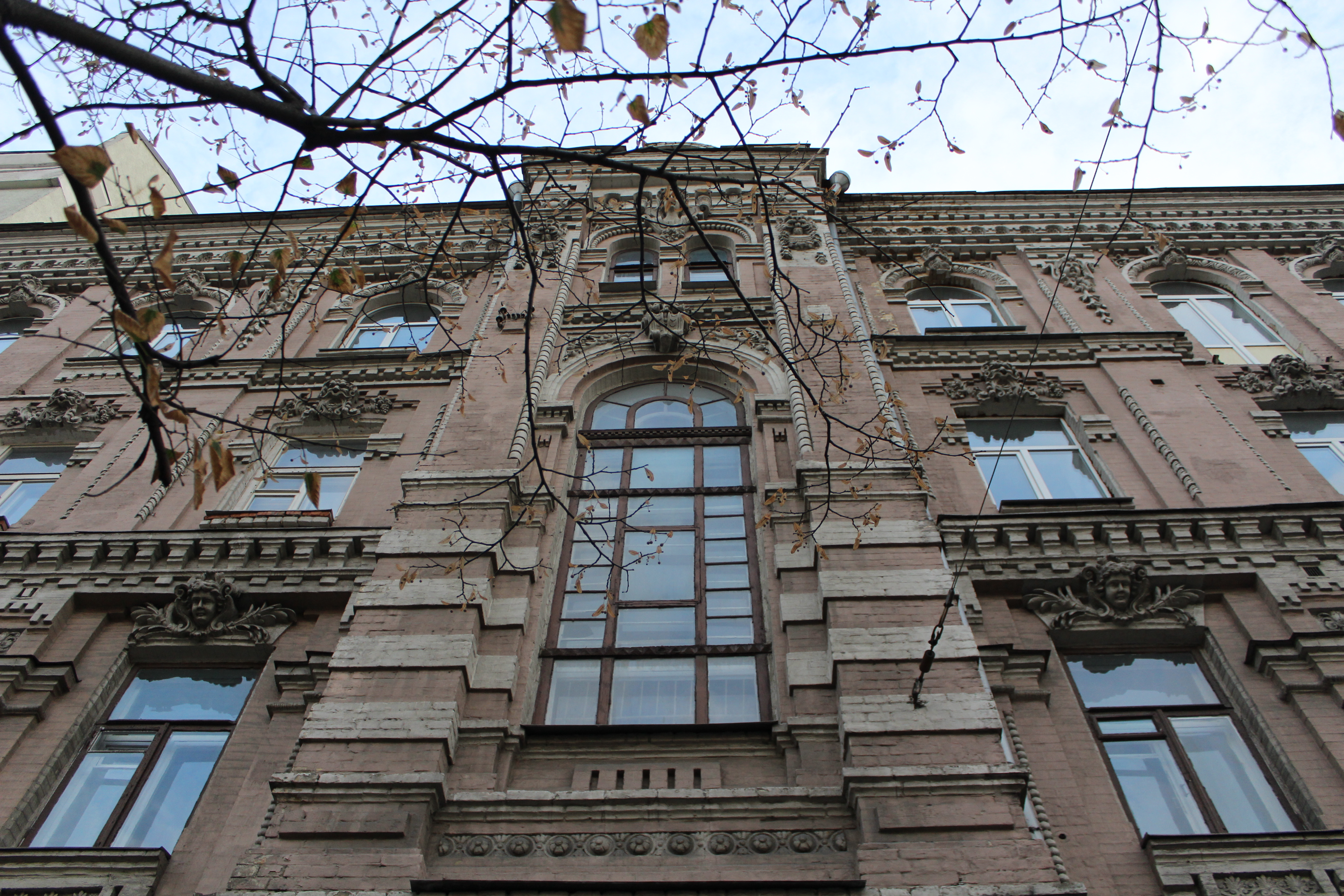
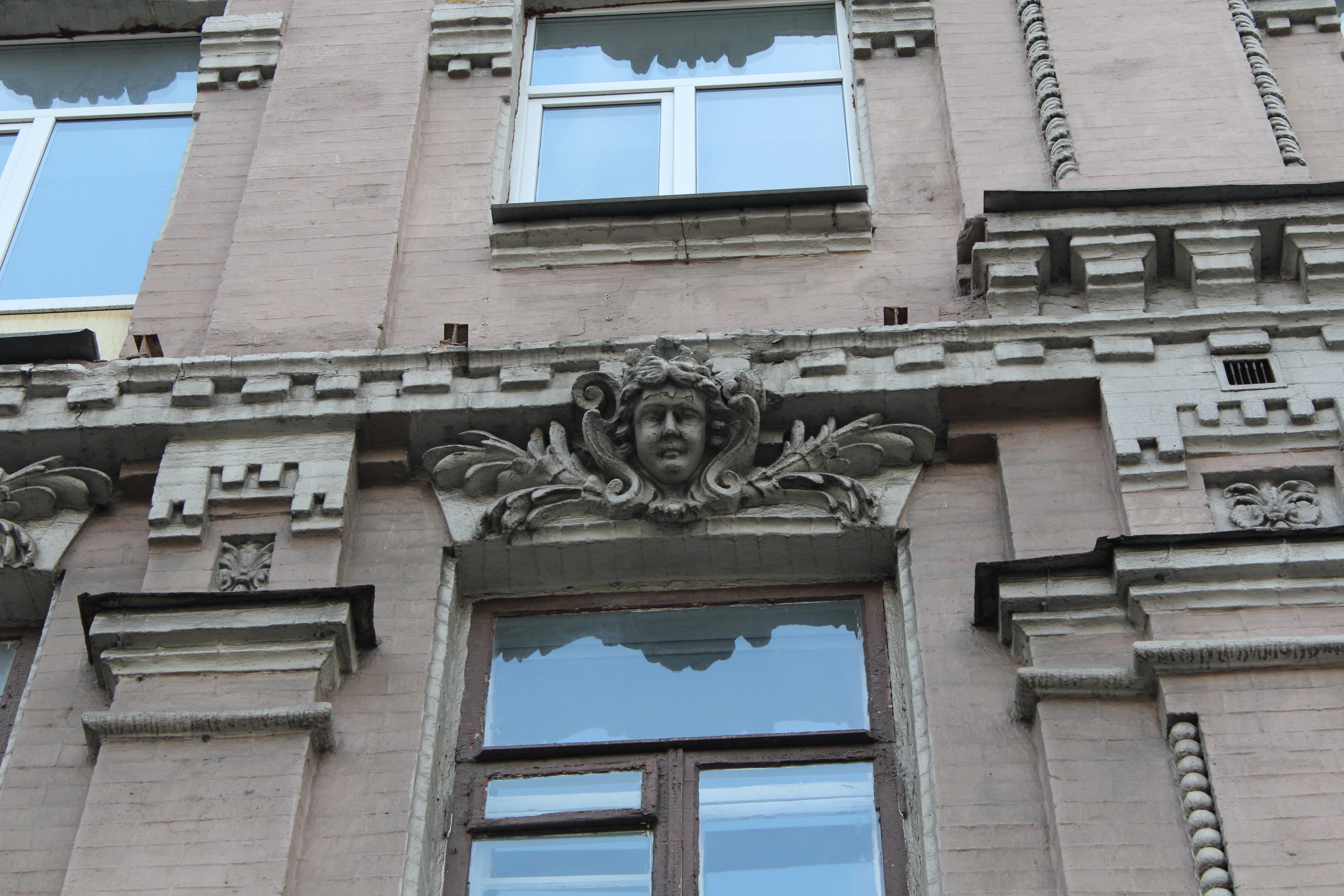

## Видатні жителі
У 1909 — 12 тут жив Ліндеман Володимир Карлович — лікар, патофізіолог.